# Póling
A póling (Numenius) a madarak osztályának lilealakúak (Charadriiformes) rendjében a szalonkafélék (Scolopacidae) családjának egyik neme.

## Rendszerezésük
A nemet Mathurin Jacques Brisson francia zoológus írta le 1760-ban, az alábbi 8 faj tartozik ide:
- törpepóling (Numenius minutus)
- eszkimópóling (Numenius borealis)
- tahiti póling (Numenius tahitiensis)
- kis póling (Numenius phaeopus)
- hosszúcsőrű póling (Numenius americanus)
- távol-keleti póling (Numenius madagascariensis)
- nagy póling (Numenius arquata)
- vékonycsőrű póling (Numenius tenuirostris)